# Подолянці
Подолянці — село в Україні, у Вільшанській сільській територіальній громаді Житомирського району Житомирської області. Населення становить 318 осіб.

## Історія
29 червня 1960 року, відповідно до рішення Житомирського ОВК № 683 «Про об'єднання деяких населених пунктів в районах області», с. Подолянці приєднане до с. Кілки.
У селі народилася та проживала найвища людина планети Леонід Стадник. Завдяки інтересу ЗМІ до нього громадськість села Кілки ухвалила рішення про відновлення села Подолянці, яке ухвалила Кілківська сільська рада. 27 березня 2009 року село було утворено зі складу села Кілки згідно з рішенням Житомирської обласної ради № 788.
Село Подолянці складається з однієї вулиці завдовжки 7 кілометрів. Попри те, що всі сусідні села газифіковані, Подолянці досі не мають централізованого газопостачання. У селі немає жодного промислового підприємства.. Подолянці мають лише фельдшерсько-акушерський пункт. Сільська школа станом на листопад 2009 року здається в оренду.
Колишній орган місцевого самоврядування — Кілківська сільська рада.

## Відомі люди
- Леонід Степанович Стадник (1970-2014) — найвища людина світу.